# شپفهایم
شهر شپفهایم (به آلمانی: Schopfheim) در ایالت بادن-وورتمبرگ در کشور آلمان واقع شده‌است.